# Surčin
Surčin (en serbe cyrillique : Сурчин) est une ville et une municipalité de Serbie situées sur le territoire de la Ville de Belgrade. Surčin est une des 7 municipalités périurbaines de la Ville. Au recensement de 2011, la ville intra muros comptait 17 356 habitants et la municipalité dont elle est le centre 42 012.

## Géographie
La municipalité de Surčin est située à l'ouest de Belgrade, dans la partie occidentale de la région de Syrmie. Elle est entourée par la municipalité de Zemun (au nord) et de Novi Beograd (à l'est). À l'ouest, la municipalité bordée par frontière administrative avec province autonome de Voïvodine, tandis que la Save sépare Surčin des municipalités de Čukarica (au sud-est) et d'Obrenovac (au sud).
Le territoire de la municipalité est plat et marécageux ; le sud fait partie le plaine fluviale de la Save. De nombreux ruisseaux, souvent canalisés, traversent la municipalité ; parmi ces ruisseaux, on peut citer la Galovica et la Jarčina.
Sur le territoire de la municipalité se trouvent les étangs de Fenek et de Živača. Parmi les autres caractéristiques de Surčin, on peut noter la présence de la grande forêt de Bojčin (en serbe : Bojčinska šuma) et l'île fluviale de Progarska ada, la plus grande des îles de la Save.

## Histoire
Surčin a eu sa propre municipalité jusqu'en 1965, puis cette municipalité fut intégrée à la municipalité de Zemun. Depuis 2004, elle constitue de nouveau une municipalité à part entière.

## Localités de la municipalité de Surčin

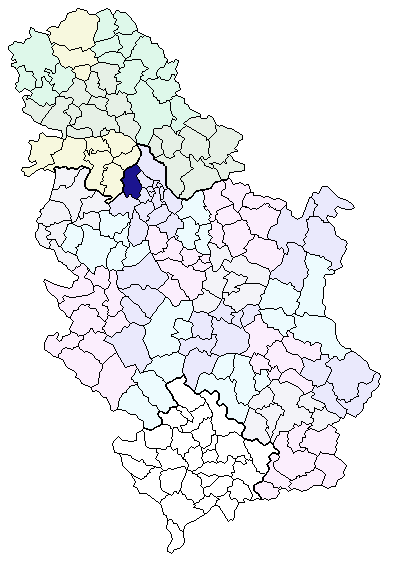
Localisation de la municipalité de Surčin en Serbie
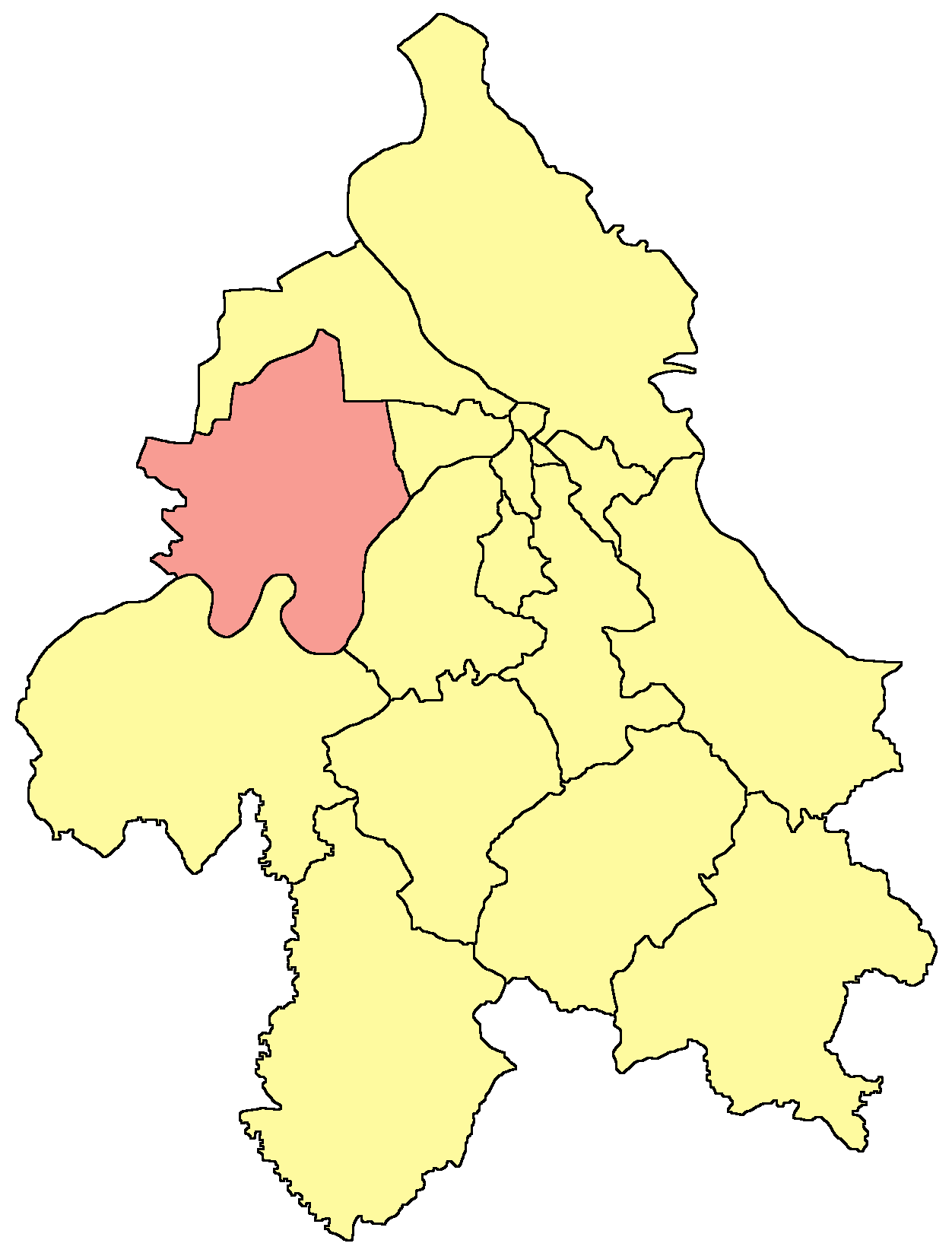
Localisation de la municipalité de Surčin dans la Ville de Belgrade

La municipalité de Surčin compte les localités suivantes :
- Bečmen
- Boljevci
- Dobanovci
- Jakovo
- Petrovčić
- Progar
- Surčin

## Démographie

### Ville

#### Évolution historique de la population dans la ville
| 1948  | 1953  | 1961  | 1971   | 1981   | 1991   | 2002   | 2011   |
| ----- | ----- | ----- | ------ | ------ | ------ | ------ | ------ |
| 3 487 | 6 599 | 6 160 | 10 654 | 12 575 | 12 264 | 14 292 | 17 356 |

## Politique
À la suite des élections locales serbes de 2008, les 35 sièges de l'assemblée municipale de Surčin se répartissaient de la manière suivante :
| Parti                             | Sièges |
| --------------------------------- | ------ |
| Parti radical serbe               | 15     |
| Surčin Pour une Serbie européenne | 12     |
| Narodni pokret                    | 5      |
| Pokret za bogatu opštinu Surčin   | 3      |

Vojislav Janošević, membre du Parti démocratique du président Boris Tadić, a été réélu président (maire) de la municipalité de Surčin.

## Économie
La majeure partie de la population de la municipalité de Surčin vit de l'agriculture. Plusieurs élevages de porcs sont situés dans la ville elle-même. Les localités alentour produisent des fruits et des légumes destinés à alimenter les marchés de Belgrade. Surčin est également le siège de la société Centroproizvod, qui produit des épices, des repas déshydratés, des assaisonnements et des sauces, de la nourriture en conserve ou en poudre, du chocolat ou du thé, produits vendus sous la marque C ; l'entreprise entre dans la composition du BELEXline, l'un des trois indices de la Bourse de Belgrade.

## Transport
L'autoroute serbe A1 (route européenne E75) (périphérique de Belgrade) traverse la municipalité. Sur le territoire de la municipalité se trouve l'aéroport Nikola-Tesla de Belgrade, qui est entré service le 28 avril 1962. Le Musée de l'aviation de Belgrade est également situé à l'intérieur du complexe aéroportuaire.

## Coopération internationale
- Ohrid (Macédoine)[9]